# Phineas și Ferb Vacanță de Crăciun
"Phineas și Ferb Vacanță de Crăciun" este un episod special de Crăciun din desenele animate televizate Phineas și Ferb. A apărut prima oară pe Disney XD pe 6 decembrie 2009, pe Disney Channel pe 11 decembrie 2009, în România pe 24 decembrie 2009, iar pe ABC Family pe 18 decembrie 2009. Povestea îi urmează pe Phineas și Ferb decorând orașul lor pentru venirea lui Moș Crăciun. Dar când savantul malefic Dr. Heinz Doofenshmirtz folosește o mașină să ruineze sărbătoarea, Phineas și Ferb trebuie să găsească o cale să fixeze și să salveze Crăciunul.
"Phineas și Ferb Vacanță de Crăciun" a fost scris de Jon Colton Barry și Scott Peterson și regizat de Zac Moncrief, care a fost nominalizat la premiile Emmy din 2009 pentru episodul "The Monster of Phineas-n-Ferbenstein" înainte cu câteva luni să apară. Este o realizare a serialului creat de Jeff "Swampy" Marsh și Dan Povenmire să aibă propriul lor Crăciun special, ceva la care au visat de când serialul a fost creat. Episodul a prezentat câțiva invitați speciali, incluzând pe Clancy Brown, Malcolm McDowell, Jane Carr, Mathew Home și Bruce Mackinnon, plus niște cântece, incluzând și o prestare a formației Big Bad Voodoo Daddy.
"Phineas și Ferb Vacanță de Crăciun" a primit o largă răspândire de către The Walt Disney Company care au avut multe vizionări când a fost difuzat pe Disney XD. Când a apărut pe Disney Channel a avut 5,213 milioane de telespectatori. Criticii au răspuns pozitiv pentru acest episod.

## Difuzare Internațională

### Premieră Disney Channel
| Tară          | Canal                         | Data Premierei                                |
| ------------- | ----------------------------- | --------------------------------------------- |
| United States | Disney Channel USA            | 11 decembrie 2009                             |
| Argentina     | Disney Channel America Latină | 18 decembrie 2009 în zona de navigare rapidă. |
| Mexico        | Disney Channel America Latină | 18 decembrie 2009 în zona de navigare rapidă. |
| Bolivia       | Disney Channel America Latină | 18 decembrie 2009 în zona de navigare rapidă. |
| Spain         | Disney Channel Spain          | 20 decembrie 2009                             |
| România       | Disney Channel România        | 24 decembrie 2009                             |

### Premieră Disney XD
| Tara          | Canal                     | Data Premierei                                |
| ------------- | ------------------------- | --------------------------------------------- |
| United States | Disney XD US              | 11 decembrie 2009                             |
| Argentina     | Disney XD America Lartină | 20 decembrie 2009 în zona de navigare rapidă. |
| Spain         | Disney XD Spain           | 12 decembrie 2009                             |
| Polonia       | Disney XD Poland          | 24 decembrie 2009                             |